# Microrregión de Guaratinguetá
La microrregión de Guaratinguetá es una de las  microrregiones del estado brasileño de São Paulo perteneciente a la Mesorregión del Valle del Paraíba Paulista. Su población fue estimada en 2006 por el IBGE en 625.678 habitantes y está dividida en once municipios. Posee un área total de 2.699,051 km². Se transformará en una Región Metropolitana cuando sea sancionada la Ley Estatal que creará doce Regiones Metropolitanas en el interior Paulista.

## Municipios
- Aparecida
- Cachoeira Paulista
- Canas
- Cruzeiro
- Guaratinguetá
- Lavrinhas
- Lorena
- Piquete
- Potim
- Queluz
- Roseira

- Datos: Q2330833